# Pedicularis canadensis
Pedicularis canadensis là loài thực vật có hoa thuộc họ Cỏ chổi. Loài này được L. mô tả khoa học đầu tiên năm 1767.

## Hình ảnh

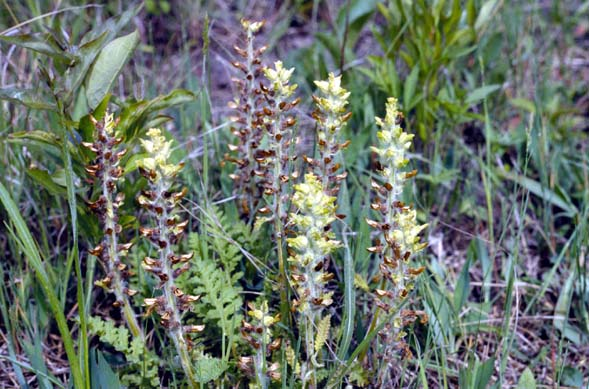
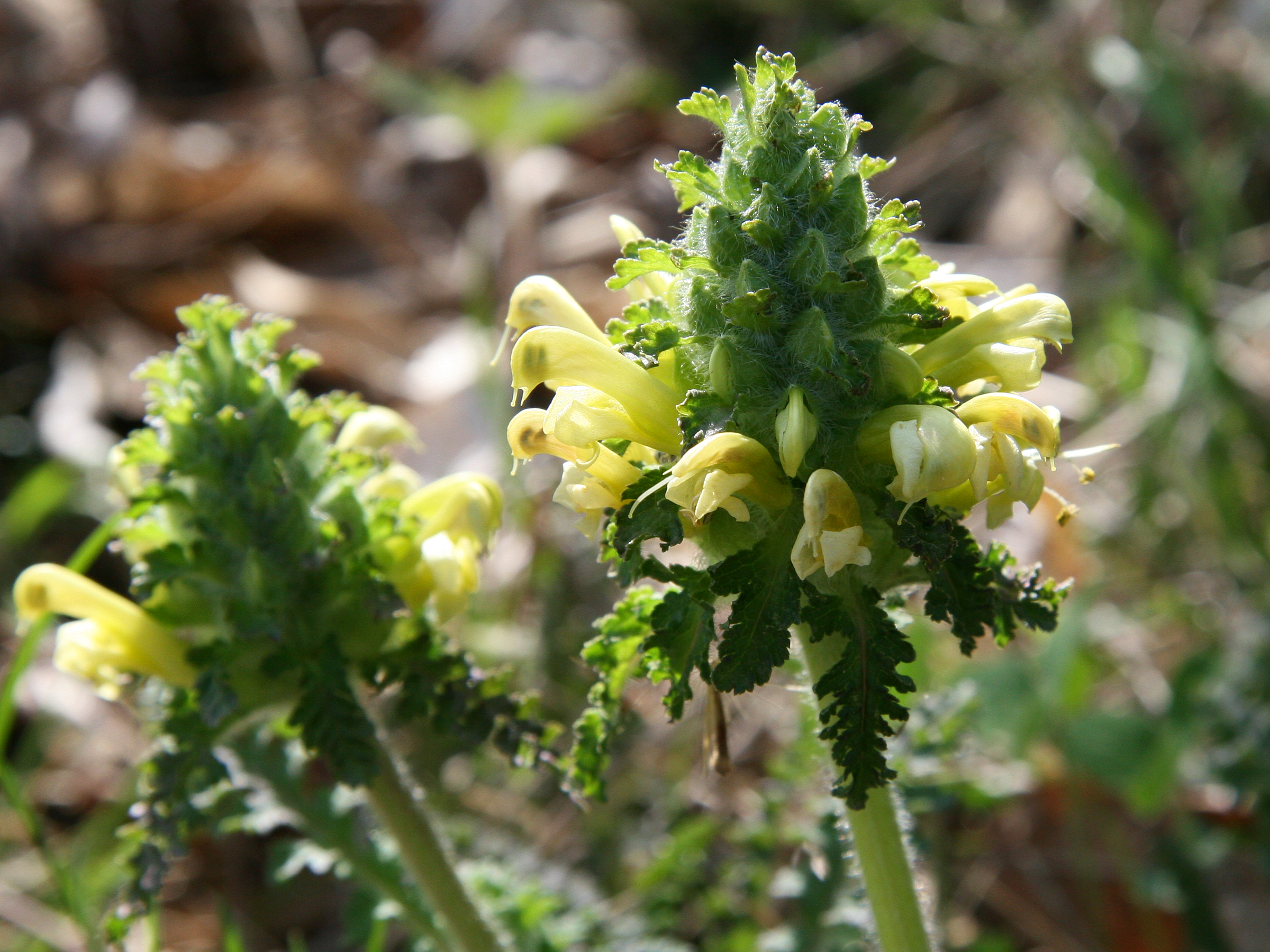